# Премія «Золота дзиґа» за найкращий документальний фільм
Премія «Золота дзиґа» за найкращий документальний фільм — одна з кінематографічних нагород, яку надає Українська кіноакадемія в рамках Національної кінопремії «Золота дзиґа». Премію присуджують найкращому документальному фільму українського виробництва починаючи з церемонії Першої національної кінопремії 2017 року.
Першим переможцем у цій номінації став фільм «Головна роль» режисера Сергія Буковського. Премію на церемонії Першої національної кінопремії, що відбулася 20 квітня 2017 року вручив фільму член Правління Української кіноакадемії, кінознавець, кінокритик Володимир Войтенко.

## Переможці та номінанти
Нижче наведено список фільмів, які отримали цю премію, а також номінанти. ★ Імена переможців виділені окремим кольором

## 2010-ті
| Церемонії   | Назва фільму                                                 | Режисер(и)                               | Продюсер(и)                                                      |
| ----------- | ------------------------------------------------------------ | ---------------------------------------- | ---------------------------------------------------------------- |
| 1-ша (2017) | ★ «Головна роль»                                             | Сергій Буковський                        | Максим Асадчий                                                   |
| 1-ша (2017) | • «Десять секунд»                                            | Юлія Гонтарук                            | Юлія Гонтарук, Ганна Капустіна                                   |
| 1-ша (2017) | • «Жива ватра»                                               | Остап Костюк                             | Данил Вулицький, Геннадій Кофман, Ольга Безхмельніцина           |
| 1-ша (2017) | • «Рідні»                                                    | Віталій Манський                         | Юлія Сінькевич, Анна Паленчук                                    |
| 1-ша (2017) | • «Українські шерифи»                                        | Роман Бондарчук                          | Дарина Аверченко                                                 |
| 2-га (2018) | ★ «Будинок „Слово“»                                          | Тарас Томенко                            | Юлія Чернявська, Олег Щербина                                    |
| 2-га (2018) | • «Дельта»                                                   | Олександр Течинський                     | Юлія Сердюкова, Геннадій Кофман, Кирило Красовський              |
| 2-га (2018) | • «Діксі Ленд»                                               | Роман Бондарчук                          | Дарина Аверченко, Улдіс Секуліс, Ілона Бічевська, Сімоне Бауманн |
| 2-га (2018) | • «Манливий, Солодкий, Без Меж або Пісні і Танці про Смерть» | Тетяна Ходаківська, Олександр Стеколенко | Максим Асадчий                                                   |
| 3-тя (2019) | ★ «Міф»                                                      | Леонід Кантер, Іван Ясній                | Катерина Мізіна                                                  |
| 3-тя (2019) | • «Домашні ігри»                                             | Аліса Коваленко                          | Стефан Сіохон, Максим Васянович                                  |
| 3-тя (2019) | • «Тато — мамин брат»                                        | Вадим Ільков                             | Валентин Васянович, Ія Мислицька, Максим Васянович               |
| 3-тя (2019) | • «Явних проявів немає»                                      | Аліна Горлова                            | Марія Берлінська                                                 |
| 4-та (2020) | ★ «Співає Івано-Франківськтеплокомуненерго»                  | Надія Парфан                             | Ілля Гладштейн                                                   |
| 4-та (2020) | • «Людина з табуретом»                                       | Ярослав Попов                            | Катерина Мізіна                                                  |
| 4-та (2020) | • «Панорама»                                                 | Юрій Шилов                               | Геннадій Кофман, Ольга Бесхмельниціна                            |

## 2020-ті
| Церемонії    | Назва фільму                      | Режисер(и)                 | Продюсер(и)                                                                                         |
| ------------ | --------------------------------- | -------------------------- | --------------------------------------------------------------------------------------------------- |
| 5-та (2021)  | ★ «Земля блакитна, ніби апельсин» | Ірина Цілик                | Анна Капустіна, Гєдре Жицкіте                                                                       |
| 5-та (2021)  | • «Зарваниця»                     | Ярема Малащук, Роман Хімей | Валерія Сочивець                                                                                    |
| 5-та (2021)  | • «ЮКІ»                           | Володимир Мула             | Володимир Мула                                                                                      |
| 2022         | не проводилась                    | не проводилась             | не проводилась                                                                                      |
| 6-та (2022)* | ★ «Цей дощ ніколи не скінчиться»  | Аліна Горлова              | Максим Наконечний                                                                                   |
| 6-та (2022)* | • «Зошит війни»                   | Роман Любий                | Марко Супрун                                                                                        |
| 6-та (2022)* | • «Терикони»                      | Тарас Томенко              | Володимир Філіппов, Алла Овсяннікова, Андрій Суярко, Олександр Коваленко                            |
| 7-ма (2023)  | ★ «Ми не згаснемо»                | Аліса Коваленко            | Валерій Калмиков, Олексій Кобєлєв, Яна Калмикова                                                    |
| 7-ма (2023)  | • «День Українського Добровольця» | Володимир Тихий            | Ігор Савиченко, Володимир Тихий                                                                     |
| 7-ма (2023)  | • «Крихка пам'ять»                | Ігор Іванько               | Олександра Братищенко, Марія Пономарьова, Ігор Іванько                                              |
| 8-ма (2024)  | ★ «20 днів у Маріуполі»           | Мстислав Чернов            | Мстислав Чернов, Мішель Мізнер, Рейні Аронсон, Дерл МакКрудден, Ліндсі Шнайдер, Василиса Степаненко |
| 8-ма (2024)  | • «Залізні метелики»              | Роман Любий                | Андрій Котляр                                                                                       |
| 8-ма (2024)  | • «Іван і Марта»                  | Сергій Буковський          | Оксана Іванюк                                                                                       |
| 8-ма (2024)  | • «Нескінченність за Флоріаном»   | Олексій Радинський         | Люба Кнорозок                                                                                       |